# レオン＝ポール＝ジョゼフ・ロベール
レオン＝ポール＝ジョゼフ・ロベール（Léon-Paul-Joseph Robert、1849年6月27日 - 1888年9月21日）はフランスの画家である。ポール・セザンヌと近しい関係の画家で、1874年に開かれた、いわゆる「第1回印象派展」に出展した画家の一人となった。

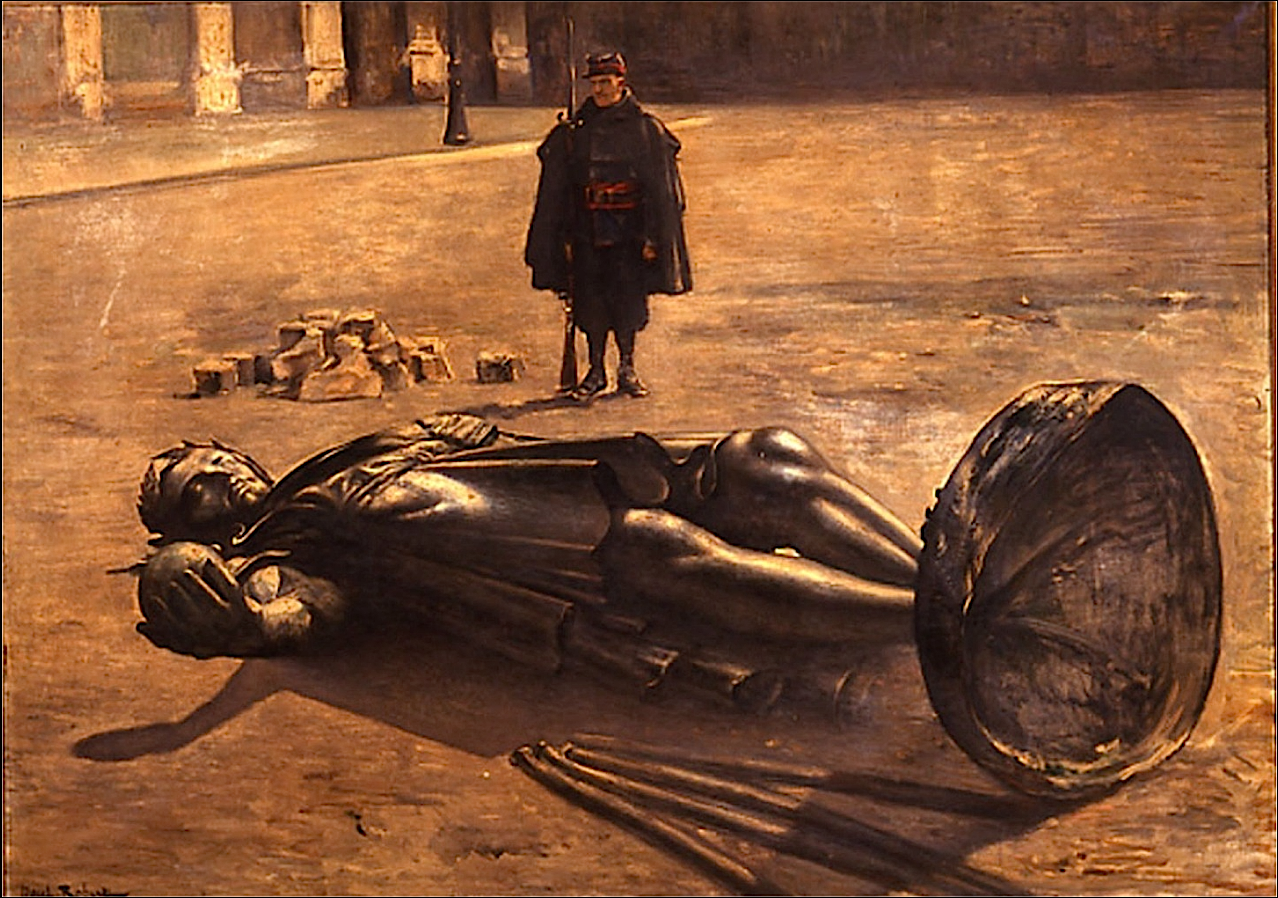
レオン＝ポール＝ジョゼフ・ロベール(作)「ヴァンドーム広場のコラムから降ろされたナポレオン像」(1871)
サンドニ美術・歴史博物館(蔵)

## 略歴
オー＝ド＝セーヌ県のバニューに生まれた。父親は法廷弁護士で、パリの別邸で育った。1883年以降の画家としての活動もしなくなったロベールについて知られていることは少ない。
エコール・デ・ボザールの教授、レオン・ボナやピエール・ピュヴィス・ド・シャヴァンヌから絵を学んだ。1870年にサン＝ラファエルに住むアントワーヌ・ギュメからパリに住む、エミール・ゾラに送った手紙が残されていて、ギュメの仲間の画家としてセザンヌやマネらと並んでロベールの動向について知らせることを依頼しており、これらの芸術家と親しかったことが推察されている。普仏戦争と、パリ・コミューンの時期にパリにいたことは、1871年にヴァンドーム広場のコラムの上から引き下ろされたナポレオン像を見つめる兵士を描いたロベールの作品から知ることができる。
1874年の「画家、彫刻家、版画家などによる共同出資会社の第1回展」、いわゆる「第1回印象派展」に油絵と2点の水彩画を出展した。アントワーヌ・ギュメか、バティニョール街のカフェ・ゲルボワに集まった芸術家グループ、「バティニョール派」の関係者を通じて、参加を勧誘されたとされている。当時、ロベールはパリ5区 に住み、しばしばバルビゾンで活動していたとされる。1879年から1883年の間、毎年、サロン・ド・パリに出展した。
パリのロベールの墓碑の記述によれば1888年にアルジェリアのアルジェで亡くなった。
ロベールという名前の画家も多いため、作品には"Joseph Léon Paul"、"Paul Robert"、"PJ Robert"と署名した。

## 作品

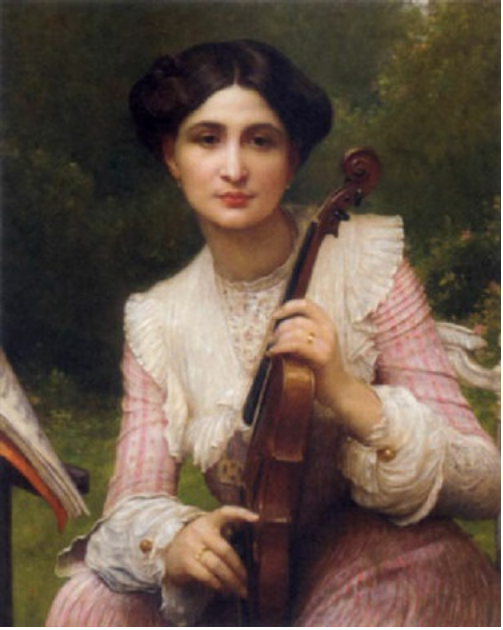
バイオリンを持つ若い娘
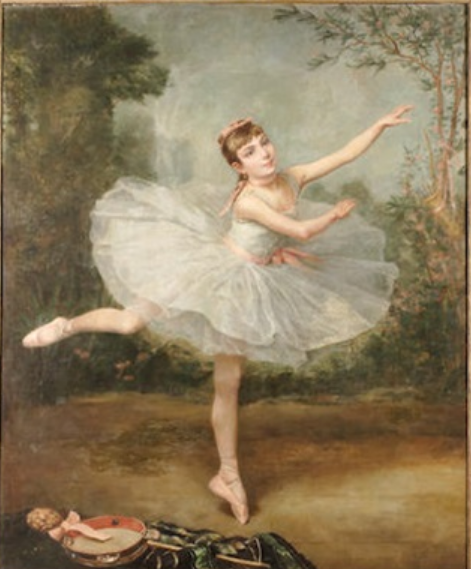
L'Entrée dans la danse (1880)
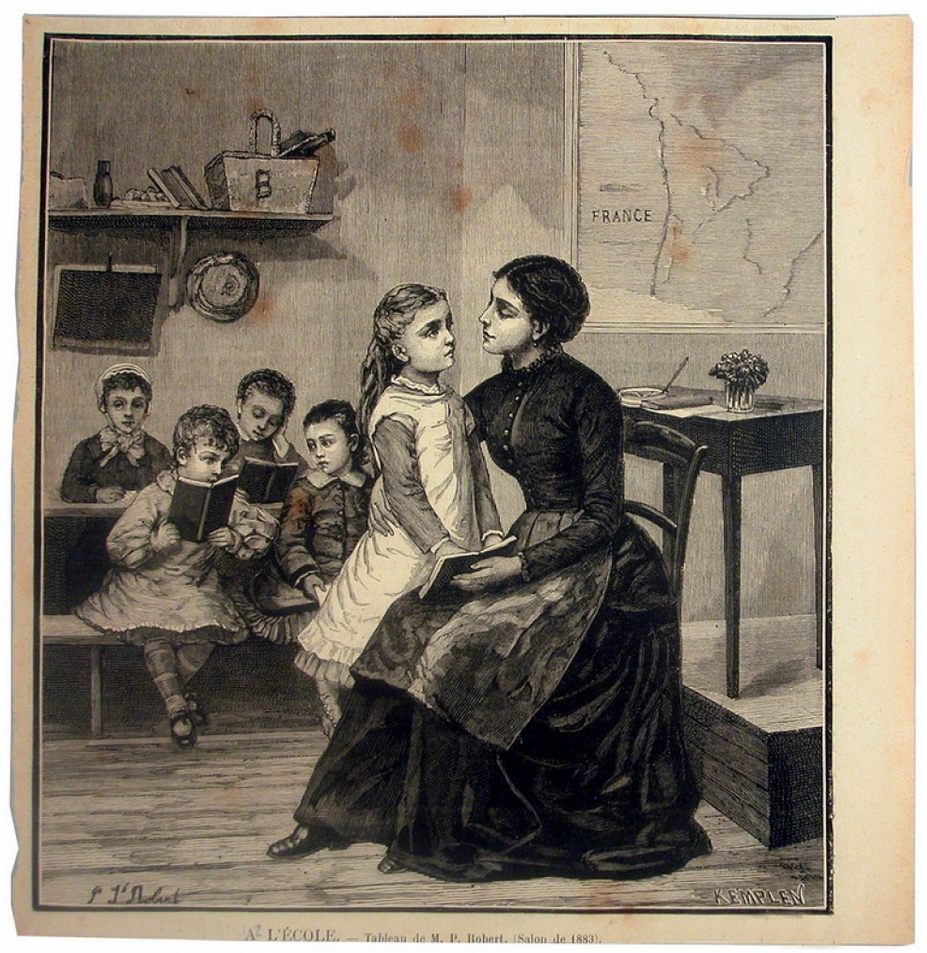
「学校」 ロベールの絵をもとにケンプランが版画化